# رافائل آلبائیسین
رافائل آلبائیسین (اسپانیایی: Rafael Albaicín‎؛ ‏ ۵ ژوئن ۱۹۱۹ – ۳ سپتامبر ۱۹۸۱) بازیگر و گاوباز  اهل اسپانیا بود. وی پیانو و ویلن هم می‌نواخت و لباس گاوبازی‌اش را هم خودش طراحی کرده بود.
از فیلم‌ها یا برنامه‌های تلویزیونی که وی در آن نقش داشته است می‌توان به در غیر این صورت عصبانی میشیم، کت‌لو، جشن شکار، مشت، دزدان دریایی و کاراته، جانگو، یک سواری طولانی از جهنم، داغ ننگ، رتلر کید و میهمانی ادامه دارد اشاره کرد.